# Alec Holowka

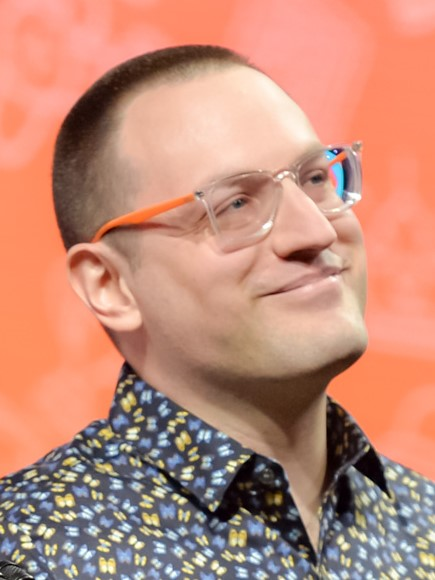
Holowka beim Independent Games Festival 2019

Alec Holowka (* 30. Oktober 1983 in Winnipeg, Manitoba; † 31. August 2019 ebenda) war ein kanadischer Spieleentwickler, Videospielmusik-Komponist und Mitgründer der Entwicklerstudios Infinite Ammo, Infinite Fall und Bit Blot. Zusammen mit Derek Yu entwickelte er Aquaria und I’m O.K. – A Murder Simulator, zusammen mit Scott Benson und Bethany Hockenberry Night in the Woods.

## Leben
Holowka erlernte das Programmieren im Alter von acht Jahren, nachdem sein Vater ihm das Buch Basic Fun gekauft hatte. Später arbeitete er mit der Gruppe Zaphire Productions zusammen. Anschließend arbeitete er bei mehreren Startups, die scheiterten, wie einem Fantasy-Action-PC-Spiel in Winnipeg und einem Kampf-Rennspiel für die Xbox 360 in Vancouver.

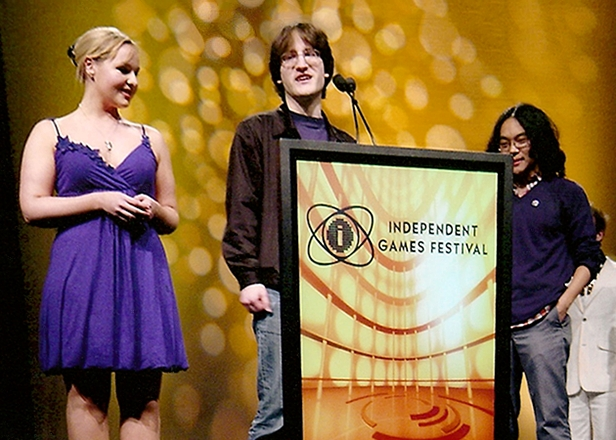
Jenna Sharpe, Holowka und Derek Yu bei der Entgegennahme des Großen Preises des Independent Games Festivals 2007

Holowka war Toningenieur für das Freewarespiel I’m O.K. – A Murder Simulator, das eine Antwort auf A Modest Video Game Proposal des amerikanischen Anwalts Jack Thompson darstellte. Holowka lernte Derek Yu über die Kommentarspalte der Website Slashdot zu einem Beitrag über Jack Thompson und das von Chris Hanson und Phil Jones gegründete Satireunternehmen Thompsonsoft kennen.
Nach Erscheinen des Spiels holte Holowka Yu  zu einem Projekt, an dem er zunächst alleine arbeitete und gründete mit ihm eine Woche vor Ende der Frist zum Independent Games Festival Bit Blot. Das Projekt wurde am 7. Dezember 2007 unter dem Namen Aquaria veröffentlicht und erhielt den Seumas McNally Grand Prize des Independent Games Festivals für 2007.
Im Oktober 2013 wurde das von Holowka zusammen mit Scott Benson entwickelte und durch Crowdfunding finanzierte Spiel Night in the Woods über das Studio „Infinite Fall“ veröffentlicht.
Im August 2019 wurde Holowka und anderen Entwicklern sexuelle Belästigung zum Vorwurf gemacht. So wurde er von Zoë Quinn körperlicher und emotionaler Misshandlungen beschuldigt. Am Tag nach der Anschuldigung brach das Entwicklerteam von Night in the Woods mit Holowka und verkündete durch Scott Benson: „Wir nehmen solche Anschuldigungen als Team ernst“; dem Team sei weiteres belastendes Beweismaterial zu den Vorwürfen vorgelegt worden. Das Studio Finji unterstützte die Entscheidung des Teams und verschob als Folge der Anschuldigungen Pläne zur Veröffentlichung weiterer Kopien des Spiels.
Holowka nahm sich am 31. August 2019 das Leben. Holowkas Schwester äußerte auf Twitter, er habe sein Leben lang gegen „Stimmungs- und Persönlichkeitsstörungen gekämpft“ und sei „ein Missbrauchsopfer“ gewesen. Sie erklärte, er habe in den letzten Jahren versucht, seine Störungen selbst durch Therapie und Medikamente zu behandeln. Außerdem habe Holowka „gesagt, er wünsche Zoë und allen anderen das Beste.“

## Spiele

### I’m O.K.(2006)
I’m O.K. ist ein satirisches Side-Scroller-Shoot ’em up und stellt eine Antwort auf den offenen Brief A Modest Video Game Proposal von Jack Thompson dar. Es wurde unter dem Parodiestudio Thompsonsoft entwickelt. Holowka war für den Ton des Spiels zuständig, Derek Yu für die optische Gestaltung und Chris Hanson für die Kodierung. Es handelt sich um ein Arcade-Spiel im Retro-Stil, das bekannte Videospiele, Entwicklerstudios und Spieleentwickler parodiert. Der Spieler begleitet die Hauptfigur Osaki Kim (abgekürzt „O.K.“) bei einem mörderischen Amoklauf gegen die Videospielindustrie.

### Aquaria(2007)
Aquaria ist ein Action-Adventure-Spiel, in dem der Spieler in der Rolle der Meerjungfrau Naija die Spielwelt erforscht, um Informationen über die Familie und die eigene Vergangenheit zu finden. Dabei werden die antiken Ruinen von Aquaria untersucht. Aquaria ist das erste kommerzielle Spiel von Derek Yu und Alec Holowka und gewann den Seumas McNally Grand Prize des Independent Games Festivals 2007.

### Owl Country(2008)
Anfang 2008 initiierten Holowka und einige andere unabhängige Spieleentwickler auf der Game Developers Conference 2008 in San Francisco ein Projekt, an dem sie hauptsächlich in ihrem Hotel, dem Holiday Inn arbeiteten. Holowka war als Musiker und Programmierer beteiligt. Das Projekt wurde als Antwort auf einen Vorfall bei Kokoromis Gamma 256 Party beim Montreal International Game Summit gegründet.

### Paper Moon(2008)
Holowka entwickelte mit dem neu gegründeten Entwicklerstudio Infinite Ammo Paper Moon, ein Spiel, das beim GAMMA 2008 vorgestellt wurde. Es wurde am 15. August 2008 veröffentlicht.

### Everyone Loves Active 2(2008)
Holowka schrieb die Musik für Kyle Pulvers Everyone Loves Active 2.

### Verge(2008)
Holowka arbeitete für Verge erneut mit Pulver zusammen und entwickelte die Spielmusik. Verge ist ein kurzer Side-Scroller, in dem es um Leben und Tod geht.  Das Spiel gewann die The Independent Gaming Source's Commonplace Book Competition.  Eine erweiterte Version des Spiels befindet sich in Entwicklung.

### Crayon Physics Deluxe(2009)
Holowka steuerte einige Stücke zum Soundtrack von Crayon Physics Deluxe bei. Das Spiel wurde von Petri Purho unter dem Studio Kloonigames entwickelt und gewann den Seumas McNally Grand Prize des Independent Games Festivals 2008.

### Offspring Fling(2012)
Holowka schrieb die Musik für Kyle Pulvers Offspring Fling.

### TowerFall Ascension(2013)
Holowka schrieb die Musik für das Indie-Spiel TowerFall, das 2013 für die Ouya herausgebracht wurde. 2014 erschien eine Version mit einem erweiterten Soundtrack unter dem Zusatz Ascension für die PlayStation 4 und den PC.

### Night in the Woods(2017)
Night in the Woods wurde von Holowka, Scott Benson und Bethany Hockenberry für das Studio Infinite Fall entwickelt. Holowka war auch hier für den Soundtrack zuständig. Das Spiel gewann mehrere Preise, unter anderem den Seamus McNally Grand Prize des Independent Games Festivals 2018.

### Oceanheart
Holowka arbeitete mit Karen Teixeira an Oceanheart, einem Spiel, das Elemente aus The Legend of Zelda: The Wind Waker und Animal Crossing aufgriff. Das Spiel wurde 2016 angekündigt, jedoch gab Holowka 2018 bekannt, er habe das Spiel „aufgegeben“.